# Antonio Fernández de Trebejos y Zaldívar
Antonio Fernández de Trebejos y Zaldívar (10 grudnia 1735, Hawana, Kuba – 18 grudnia 1800, tamże), pułkownik armii hiszpańskiej i architekt wojskowy.

## Życiorys
Urodzony 10 grudnia 1735 roku w Hawanie. 22 kwietnia 1762 roku rozpoczął służbę w pułku piechoty w Hawanie, a już 5 maja tego samego roku został przyjęty do korpusu inżynierskiego. 13 maja 1767 roku został awansowany na inżyniera nadzwyczajnego (hiszp. ingeniero extraordinario). W 1769 roku wziął udział w wyprawie wojennej na terenie hiszpańskiej kolonii Luizjany, gdzie odpowiadał za kilka projektów budowlanych. Po powrocie na zlecenie ówczesnego gubernatora Kuby, Felipe de Fondesviela y Ondeano, zbudował pałac Secundo Cabo.

## Wybrane projekty architektoniczne
- Pałac Kapitanów Generalnych, Hawana;
- Pałac Secundo Cabo;
- Teatro del Coliseo;
- Mosty; Wielki Calabazar, Arroyo Blanco i Husillo[1].